# Bronisław Natanson
Bronisław Natanson (ur. 1864 lub 1865 w Warszawie, zm. 1906 w Pruszkowie) – prawnik, wydawca pochodzenia żydowskiego, syn Henryka Natansona.
Po ukończeniu III gimnazjum warszawskiego rozpoczął studia na uniwersytecie w Petersburgu, z których został usunięty za działalność polityczną. Studia kontynuował na uniwersytetach w Berlinie i Dorpacie, zakończone dyplomem w roku 1893. W czasie pobytu w Dorpacie został członkiem Konwentu „Polonia”.
Po powrocie do Warszawy zamierzał zająć się księgarstwem, lecz ze względu na zaangażowanie polityczne władze carskie odmówiły mu udzielenia koncesji. Wszedł więc w roku 1899 w spółkę z warszawskim księgarzem J. Fiszerem. 
Bronisław Natanson wydał własnym nakładem wiele publikacji z zakresu filozofii, historii, literatury, nauk społecznych i przyrodniczych oraz powieści Żeromskiego i Reymonta. Wydał też w roku 1898 dwutomową Księgę pamiątkową w setną rocznicę urodzin Adama Mickiewicza.